# Loudness
Loudness – japoński zespół heavymetalowy (obracający się także – w zależności od okresu twórczości – w stylistyce speed, hard’n’heavy czy thrash metalu). Zespół założyli w maju 1981 r. Akira Takasaki i Munetaka Higuchi, którzy opuścili pop-rockowy (w późniejszym okresie – hardrockowy) zespół Lazy.

## Życiorys
Ich pierwszy album, Birthday Eve, jak na debiutanckie wydanie odniósł duży sukces, zwłaszcza że heavy metal w Japonii nie był popularny. W 1983 roku po nagraniu ich trzeciego albumu, The Law of Devil’s Land, odbyli swoją pierwszą trasę po Stanach Zjednoczonych, a następnie po Europie. Przenieśli się do Europy, by nagrać czwarty z kolei album studyjny (Disillusion) i zagrali tam kilka koncertów.
Ostatecznie w 1985 roku za pośrednictwem zastępcy menadżera, Joego Gerbera, organizacji Twisted Sister podpisali kontrakt z Atco Records. Ich piąty album, Thunder in the East, był ich pierwszym wydawnictwem wypuszczonym w Ameryce. Album znalazł się na 74 miejscu listy Billboard. Wszystkie piosenki z Thunder in the East śpiewane były po angielsku, co stało się trendem w wielu japońskich zespołach, jak i u większości grup metalowych z krajów, gdzie posługiwano się innym językiem niż angielski.
Ich szósty album, Lightning Strikes, uplasował się na 64 miejscu, a zespół stał się sławny na całym świecie. Koncertowali wraz Mötley Crüe, AC/DC, Poison oraz Stryper. Jednakże popularność w Stanach Zjednoczonych nakłoniła zespół do napisania bardziej komercjalnego pop-metalu – najlepszym przykładem jest singiel Let it go, który różnił się całkiem od materiału z ich poprzednich albumów i dużo stracił w oczach stałego fandomu.
Następnym wydawnictwem było EP Jelously z 1988 roku. Wtedy też Niihara opuścił zespół, a jego miejsce zajął Amerykanin, Mike Vescera. Grupa miała nadzieję osiągnąć w ten sposób większy, komercyjny sukces wraz anglojęzyczną publicznością. Razem z nowym wokalistą nagrali dwa albumy: Soldier Of Fortune w (1989) oraz On The Prowl (w 1991). Vescera opuścił zespół podczas ich amerykańskiej trasy w 1991 roku i w końcu zastąpiony został przez wokalistę EZO, Masakiego Yamadę, do zakończenia trasy. Niedługo po tym Masayoshi Yamashita także opuścił grupę. Jego miejsce zajął były basista X JAPAN, Taiji Sawada. W 1992 roku wydali album LOUDNESS, a w 1993 live album Once And For All.
W roku 1993 zespół prawie się rozpadł z powodu odejścia Higuchiego i Sawady. Takasaki nigdy nie uznał, że LOUDNESS jako grupa zakończył działalność. Ostatecznie wraz z basistą ANTHEM, Naotą Shibata, oraz perkusistą EZO – Hirotsugu Honma kontynuował nagrywanie materiału. W nowym wcieleniu LOUDNESS wydał cztery albumy (Heavy Metal Hippies, Ghetto Machine, Dragon i Engine) oraz jeden album koncertowy (Loud ‘n’ Raw) w latach 1994–1998.
Oryginalny skład zespołu zjednoczył się w 2001 roku na prośbę Takasakiego, by celebrować 20. rocznicę LOUDNESS. Mimo że miał być to jednorazowy epizod, popularność z powodu ponownego zjednoczenia grupy w ojczystej Japonii była przytłaczająco wielka, więc członkowie zespołu zdecydowali się kontynuować działalność. Od tamtego momentu co roku grupa wydawała przynajmniej jeden album i jedno DVD, dodając do tego pojedyncze nagrania.
W 2006 roku obchodzili swoją 25. rocznicę.
W kwietniu 2008 roku, zaledwie dwa miesiące po wydaniu Metal Mad, zespół zdecydował przerwać działalność, ponieważ u perkusisty, Munetakiego Higeuchiego, zdiagnozowano nowotwór wątroby. We wrześniu zagrali wraz Mötley Crue w Saitama Super Arena. Miejsce Higeuchiego zajął perkusista sesyjny, Kozo Suganuma (Fragile, Ded Chaplin). 30 listopada 2008 roku Munetaka Higeuchi zmarł z powodu swojej choroby w szpitalu w Osace. Miał 49 lat.
Zespół zapewnił, że pomimo niedawnej straty perkusisty, Munetakiego Higeuchiego, zamierzają wydać nowy album.

## Muzycy
| Obecny skład zespołu - Masayoshi Yamashita – gitara basowa (1981–1992, od 2001) - Akira Takasaki – gitara (od 1981) - Minoru Niihara – śpiew (1981–1988, od 2001) - Masayuki „Ampan” Suzuki – perkusja (od 2009) Muzycy koncertowi - Kōsuke Ōshima – instrumenty klawiszowe (1991) - Kouzou Suganuma – perkusja (2008) - Shinya Yamada – perkusja (2010) |  | Byli członkowie zespołu - Hiroyuki Tanaka (zmarły) – gitara basowa (1981) - Munetaka Higuchi (zmarły) – perkusja (1981–1992, 2001–2008) - Michael Vescera – śpiew (1988–1991) - Taiji Sawada (zmarły) – gitara basowa (1992–1993) - Masaki Yamada – śpiew (1992–2001) - Hirotsugu Homma – perkusja (1994–2001) - Naoto Shibata – gitara basowa (1995–2001) |

## Dyskografia

### Albumy
- 1981 The Birthday Eve
- 1982 Devil Soldier
- 1983 Law of Devil’s Land
- 1984 Disillusion [English version]
- 1984 Disillusion [Japanese version]
- 1985 Thunder in the East
- 1986 Lightning Strikes / Shadows of War
- 1987 Hurricane Eyes [English version]
- 1987 Hurricane Eyes [Japanese version]
- 1988 Jealousy EP
- 1989 Soldier of Fortune
- 1989 On the Prowl
- 1992 Loudness
- 1994 Heavy Metal Hippies
- 1997 Ghetto Machine
- 1998 Dragon
- 1999 Engine
- 2001 Spiritual Canoe
- 2001 Pandamonium
- 2002 Biosphere
- 2004 Terror / Terror Hakuri
- 2004 Racing [Japanese version]
- 2005 Racing [English version]
- 2005 Racing [English version] 2CD LE (+ bonus CD „RockShocks”)
- 2007 Breaking The Taboo
- 2008 Metal Mad
- 2009 The Everlasting
- 2010 King of Pain[5]
- 2011 Eve to Dawn
- 2012 2012
- 2014  The Sun Will Rise Again
- 2018 Rise To Glory

### Single
- 1982 Burning Love
- 1983 Geraldine
- 1983 Road Racer
- 1985 Crazy Night
- 1985 Gotto Fight
- 1986 Let It Go
- 1986 Risky Woman
- 1989 Long Distance Love
- 1989 Dreamer & Screamer
- 1989 You Shook Me
- 1991 Slap in the Face
- 1992 Black Widow
- 2004 Crazy Samurai
- 2005 The Battleship Musashi

### Zapisy koncertów
- 1983 Live-Loud-Alive (Loudness in Tokyo)
- 1986 Live 8186
- 1994 Once And for All
- 1995 Loud N’ Raw
- 2000 Eurobounds ~ remastered ~
- 2001 The Soldier’s Just Come Back
- 2003 Live 2002

### Kompilacje
- 1989 Early Singles
- 1996 Masters of Loudness
- 2001 Re-Masterpieces (The Best of Loudness) [re-mastered]
- 2004 RockShocks [re-recorded]